# Barra do Quaraí
Barra do Quaraí är en kommun i Brasilien.   Den ligger i delstaten Rio Grande do Sul, i den södra delen av landet, 1 900 km sydväst om huvudstaden Brasília. Antalet invånare är 4 016.
Trakten runt Barra do Quaraí består i huvudsak av gräsmarker. Runt Barra do Quaraí är det mycket glesbefolkat, med 4 invånare per kvadratkilometer.